# صموئيل أسكيو تيلمان
صموئيل أسكيو تيلمان (بالإنجليزية: Samuel Escue Tillman )‏ (و. 1847 – 1942 م) هو مهندس، وعالم فلك من الولايات المتحدة الأمريكية . ولد في شيلبيفيل .
توفي عن عمر يناهز 95 عاماً.

## التعليم
تعلم في الأكاديمية العسكرية الأمريكية